# 오세암

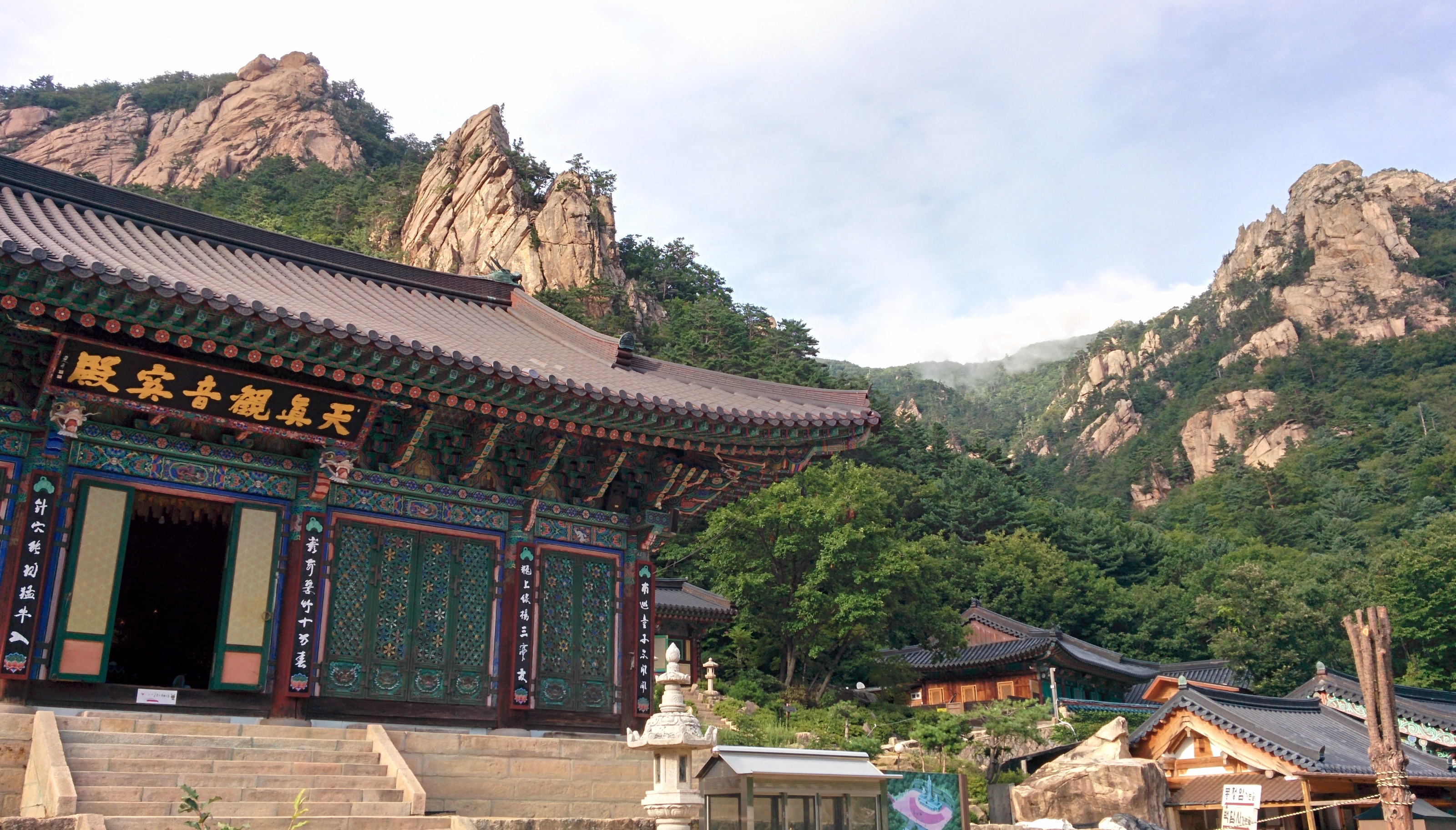
오세암의 모습

오세암(五歲庵)은 설악산에 있는 암자이다. 백담사에 속한다. 643년(선덕여왕 12) 자장율사가 지었고, 당시에는 관음암(觀音庵)이라 불렀다.
그러다 다섯 살 된 아이가 폭설 속에서 부처의 도움으로 살아남았다는 전설이 있어서 ‘오세암’이라 불리게 되었다.

## 오세암의 전설
5살짜리 아이 길손이와 눈이 보이지 않는 시각장애인 누나 감이는 스님을 따라 절로 들어가게 된다. 그러던 어느 날 길손이는 마음을 볼 수 있는 공부를 할 수 있다는 것을 알고 스님을 따라 암자로 간다. 겨울 날 스님은 눈이 많이 오기 전 장을 보러 읍내로 내려가고, 그 사이 길손이는 들어가지 말라던 방에 들어가 탱화에 그려진 분을 '엄마'라고 부른다. 그리고 봄이 되어 모두가 가 보니 길손이는 깨달음을 얻고 죽어 부처님이 되고 감이가 눈을 뜨게 된다.

## 오세암을 주제로 한 작품

### 동화
- 《오세암》: 정채봉이 1983년에 오세암에 얽힌 전설을 주제로 쓴 동화이다. 창작과 비평사에서 출판하였다.

### 영화
- 《오세암》은 동화 《오세암》을 원작으로 하는 2003년에 제작된 영화이다.

## 같이 보기
- 백담사
- 부처
- 오세암 (2003년 영화)
- 불교
- 설악산